# Agaricus augustus
Agaricus augustus Fr., 1838 (prataiolo maestoso) è un fungo basidiomicete della famiglia delle Agaricaceae. È tra le specie di funghi appartenenti al genere Agaricus quello che raggiunge le maggiori dimensioni. Secondo alcuni testi può raggiungere il diametro di 35 cm e superare in altezza i funghi del genere Macrolepiota.

## Etimologia
Il nome deriva dal latino augustus, a, um = maestoso, regale, per l'aspetto imponente.

## Descrizione della specie

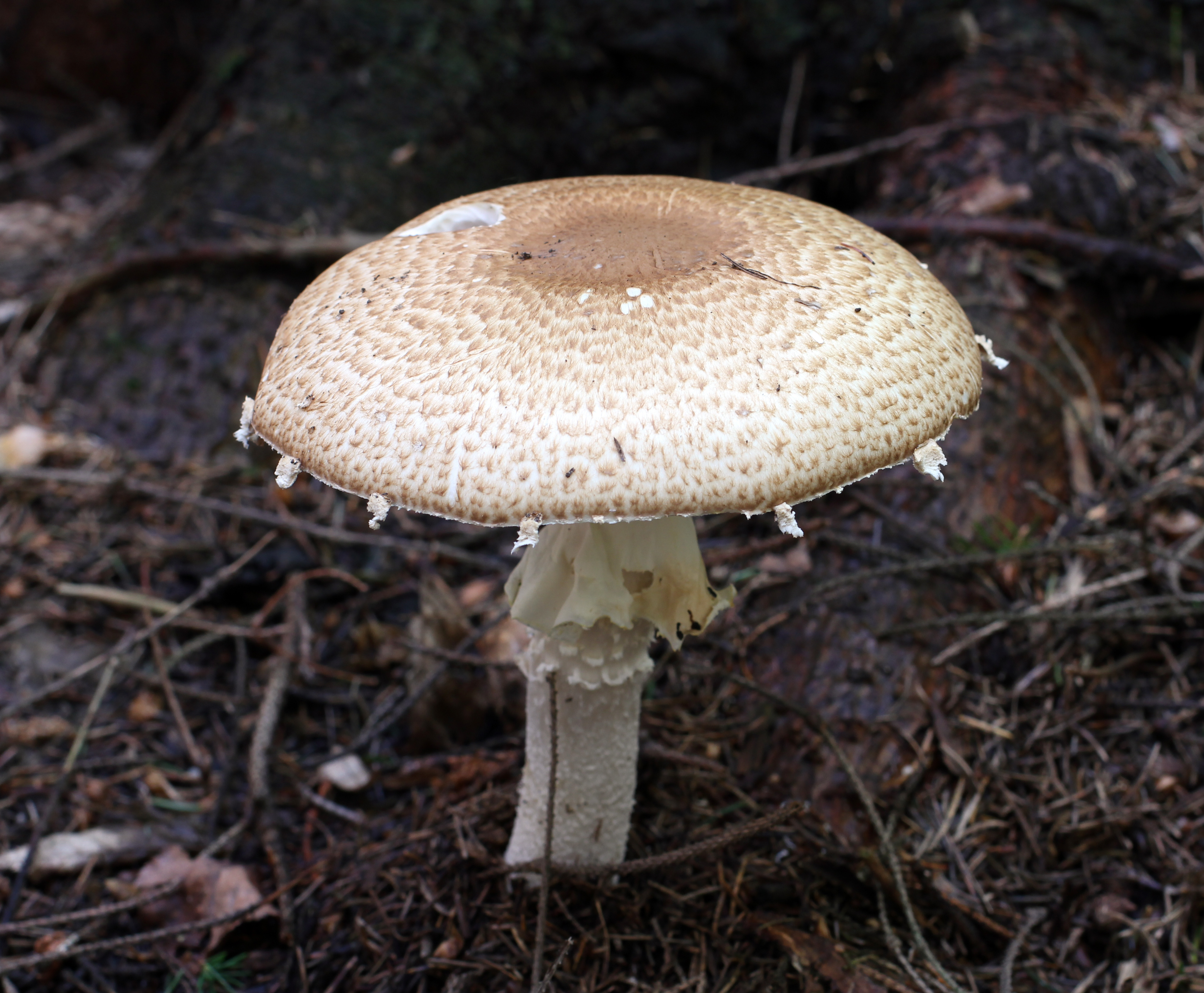
Agaricus augustus

### Cappello
Il Cappello è ampio fino a 30 cm di diametro, inizialmente globoso, poi emisferico-espanso, spesso appianato al centro, carnoso.
Cuticolabruno giallognola, presto dissociata fuori dal disco in squame e fioccosità spesso concentriche di colore bruno su sfondo biancastro paglierino, ingiallente per sfregamento.

### Lamelle
Le Lamelle sono Libere, fitte, strette, di colore inizialmente molto chiaro, biancastro negli esemplari immaturi, poi rosa-carnicino, infine bruno-cioccolato in maturità, biancastre negli esemplari immaturi, attenuate alle estremità.

### Gambo
Gambo 18 x 3 cm, cilindrico, pieno, robusto, bianco, ingiallente per sfregamento e fioccoso con squame incurvate sotto l'anello, liscio bianco rosato sopra l'anello, spesso ingrossato alla base.

### Anello
L'Anello è supero, molto ampio, esternamente areolato squamoso, di colore bianco.

### Carne
La Carne  risulta soda, bianca, bruno rosata alla base del gambo. Emana un intenso odore di mandorle amare ed è di Sapore: molto gradevole, piuttosto dolce e per questo motivo non da tutti apprezzato.

### Caratteri microscopici
Le spore misurano 7-9 x 5-6 µm, ellittiche, mono o pluri guttulate, lisce, di colore bruno scuro in massa; i Basidi sono tetrasporici, clavati, 20-40 x 7-10 µm.

## Distribuzione e habitat
Fungo saprofita, predilige terreni acidi ricchi di humus. Cresce dalla primavera all'autunno in boschi e parchi sotto alberi di conifere e latifoglie.

## Commestibilità
Ottima, anche se non da tutti gradito perché molto dolce.

Molto elevata la resa.

## Tassonomia

### Binomi e sinonimi obsoleti
- Agaricus augustus var. perrarus (Schulzer) Bon & Cappelli, Docums Mycol. 13(no. 52): 16 (1983)
- Agaricus perrarus Schulzer, Verh. zool.-bot. Ges. Wein 29: 493 (1880)
- Pratella augusta (Fr.) Gillet, Les Hyménomycètes ou description de tous les champignons (fungi) qui croissent en France (Alençon): 561 (1878)
- Psalliota augusta (Fr.) Quél., Mém. Soc. Émul. Montbéliard, Sér. 2 5: 255 (1872)
- Psalliota peronata Massee, Brit. Fung.-Fl. 1: 415 (1892)
- Psalliota subrufescens sensu J. Lange; fide Checklist of Basidiomycota of Great Britain and Ireland (2005)

### Specie simili
L'Agaricus augustus è una specie molto variabile e presenta varie forme.
Altre specie vicine, che alcuni ritengono sue varietà, sono:
- Agaricus salicophilus M. Lange, presente in nord Europa, che cresce sotto le piante di salice.
- Agaricus heterocystis Heinem. & Gooss.-Font., con il cappello più chiaro e che non odora di mandorle.

L'A. augustus può essere confuso con:
Altre specie dello stesso genere, commestibili come:
- Agaricus silvaticus, con la carne fortemente arrossante
- Agaricus langei, di color bruno scuro e con carne arrossante

Altre specie dello stesso genere, leggermente tossiche come:
- Agaricus xanthodermus, che presenta il viraggio del colore della base del gambo ed un odore simile a quello dell'inchiostro oppure di fenolo.